# Patrick Ndururi
Patrick Ndururi (ur. 12 stycznia 1969, zm. 26 października 2009) – kenijski lekkoatleta, średniodystansowiec.

## Osiągnięcia
- brązowy medal Światowych Igrzysk Wojskowych (bieg na 400 m, Rzym 1995)[1]
- 2. miejsce podczas finału Grand Prix IAAF (bieg na 800 m, Fukuoka 1997)[2]
- złoty medal Igrzysk Dobrej Woli (bieg na 800 m, Nowy Jork 1998)
- srebro mistrzostw Afryki (bieg na 800 m, Dakar 1998)

## Rekordy życiowe
- bieg na 800 m – 1:42,62 (1997)